# Michel Bizot (métro de Paris)
Pour la personnalité, voir Michel Bizot.
Pour les articles homonymes, voir Bizot.
Michel Bizot est une station de la ligne 8 du métro de Paris, située dans le 12e arrondissement de Paris.

## Situation
La station est implantée à la limite administrative entre le quartier du Bel-Air à l'est et le quartier de Picpus à l'ouest. Elle se trouve sous l'avenue Daumesnil à son l'intersection avec la rue de Picpus, la rue de Fécamp et la rue de Toul, au nord-ouest du croisement de l'avenue du Général-Michel-Bizot. Orientée selon un axe nord-ouest/sud-est, elle s'intercale entre les stations Daumesnil et Porte Dorée.

## Histoire
La station est ouverte le 5 mai 1931 avec la mise en service du troisième prolongement de la ligne 8, depuis le terminus provisoire de Richelieu - Drouot jusqu'à Porte de Charenton.
Elle doit sa dénomination à sa proximité avec l'avenue du Général-Michel-Bizot, laquelle rend hommage au général de division Michel Bizot (1795-1855).
Dans le cadre du programme « Renouveau du métro » de la RATP, les couloirs de la station et l'éclairage des quais sont rénovés le 6 juillet 2005.

### Fréquentation
Selon les estimations de la RATP, la station a vu entrer 1 906 545 voyageurs en 2019, ce qui la place à la 251e position des stations de métro pour sa fréquentation sur 302,. En 2020, avec la crise du Covid-19, son trafic tombe à 910 938 entrants annuels, la reléguant au 254e rang, avant de remonter progressivement en 2021 avec 1 403 416 entrants comptabilisés, ce qui la classe à la 245e position des stations du réseau pour sa fréquentation sur 304 cette année-là,.

## Services aux voyageurs

### Accès
La station dispose de quatre accès débouchant de part et d'autre de l'avenue Daumesnil, dont trois entrées ainsi qu'une sortie secondaire :
- l'accès no 1 « Rue de Toul », constitué d'un escalier fixe, débouchant au droit du no 253 bis de l'avenue Daumesnil à proximité de l'angle avec la rue de Picpus et la rue de Toul ;
- l'accès no 2 « Rue de Picpus », constitué d'un escalier fixe, se trouvant à l'angle de l'avenue Daumesnil et de la rue de Picpus, respectivement face aux nos 252 et 124 de ces deux voies, et constituant l'accès le plus proche de l'avenue du Général-Michel-Bizot ;
- l'accès no 3 « Rue de Fécamp », également constitué d'un escalier fixe, se situant face au no 250 de l'avenue Daumesnil à l'angle avec la rue de Fécamp ;
- l'accès no 4 « Avenue Daumesnil », constitué d'un escalier mécanique montant permettant uniquement la sortie depuis le quai en direction de Pointe du Lac, débouchant au droit du no 238 de l'avenue précitée.

Les accès no 1 à 3 sont agrémentés d'une balustrade en fer forgé de type Dervaux, assortie pour le premier d'un candélabre dans ce même style datant des années 1930. La sortie no 4 dispose quant à elle d'un entourage plus récent et sobre, en acier peint en vert.

Accès à la station
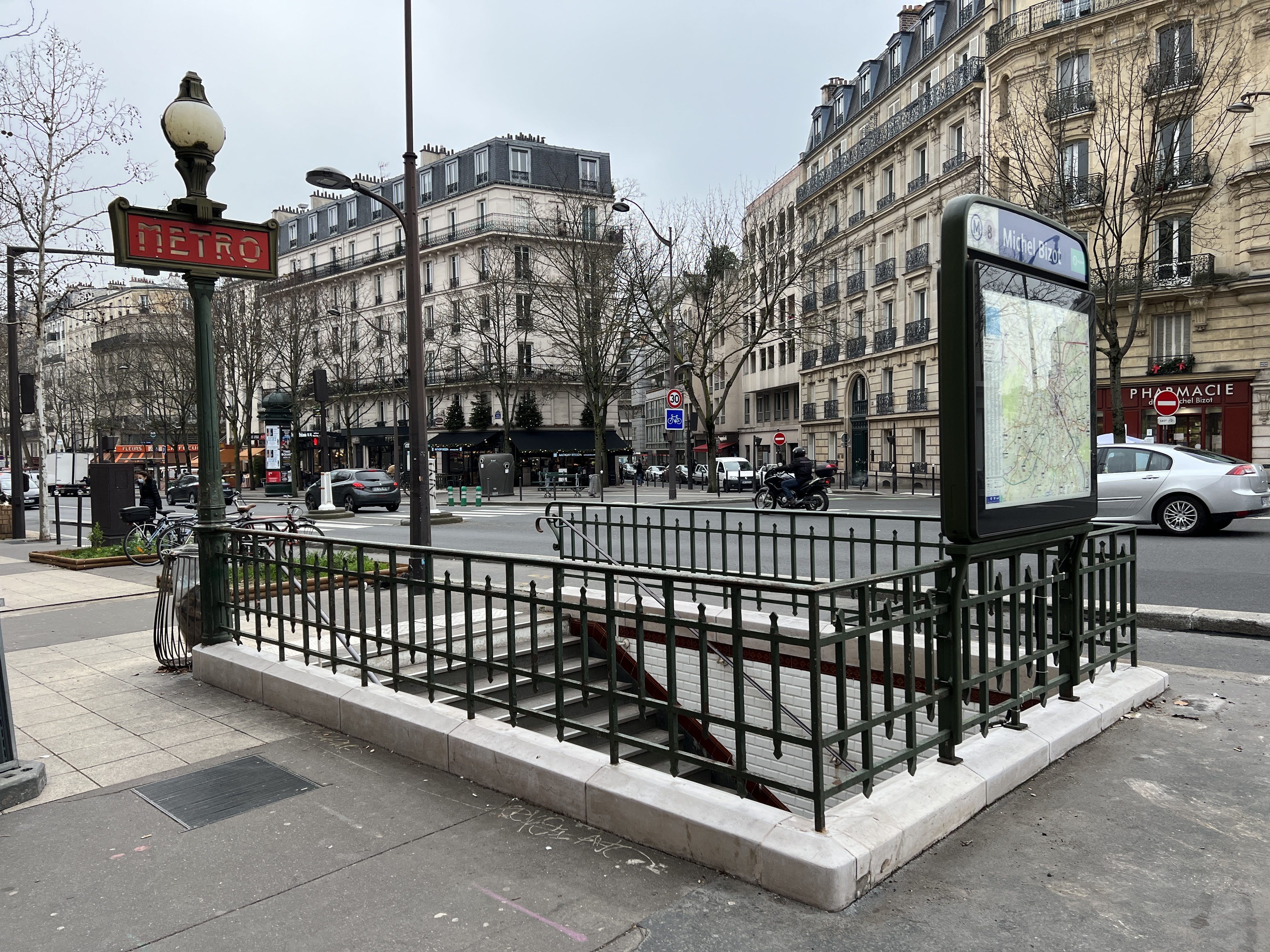
L'accès no 1, « Rue de Toul ».
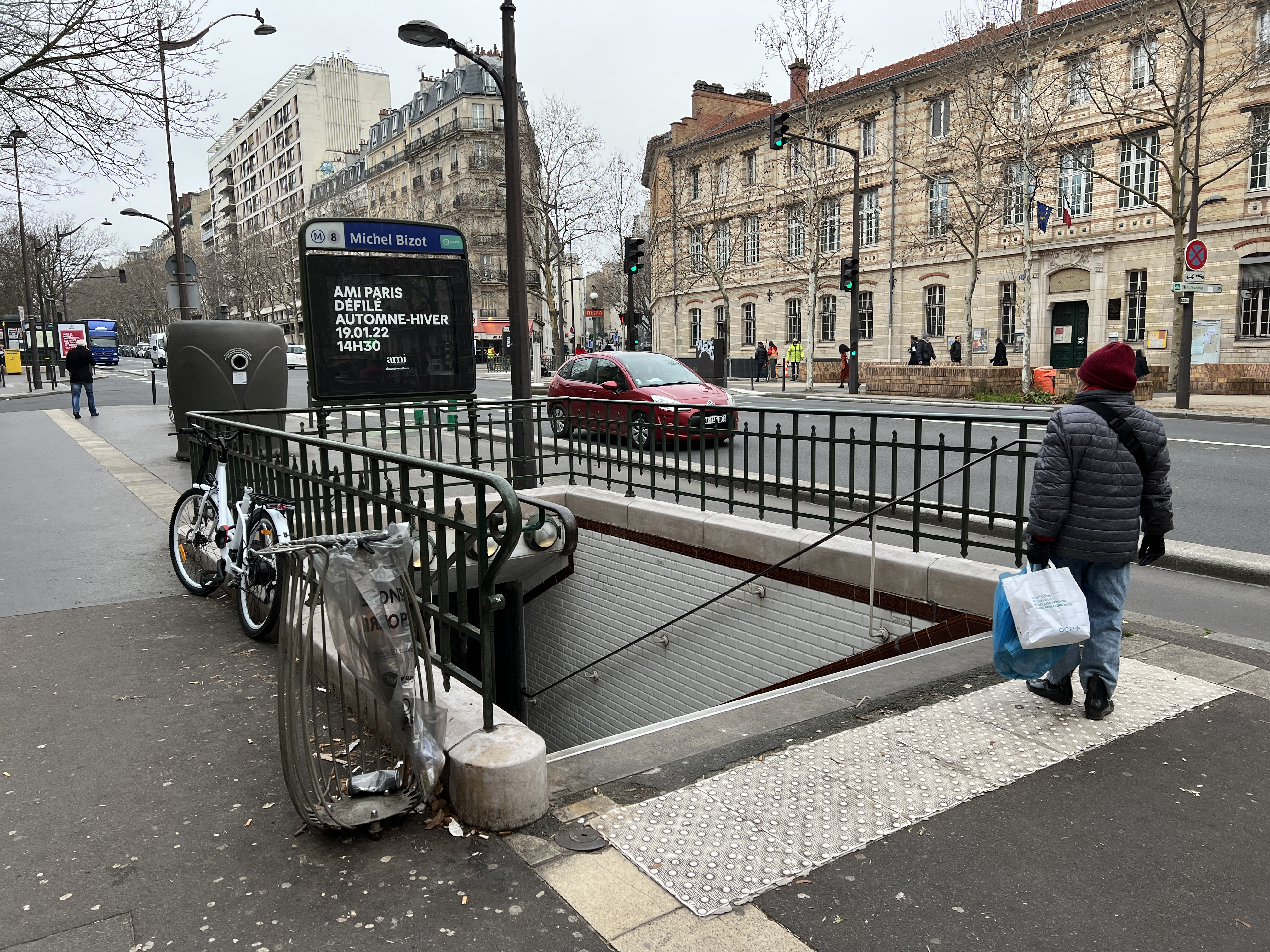
L'accès no 2, « Rue de Picpus ».
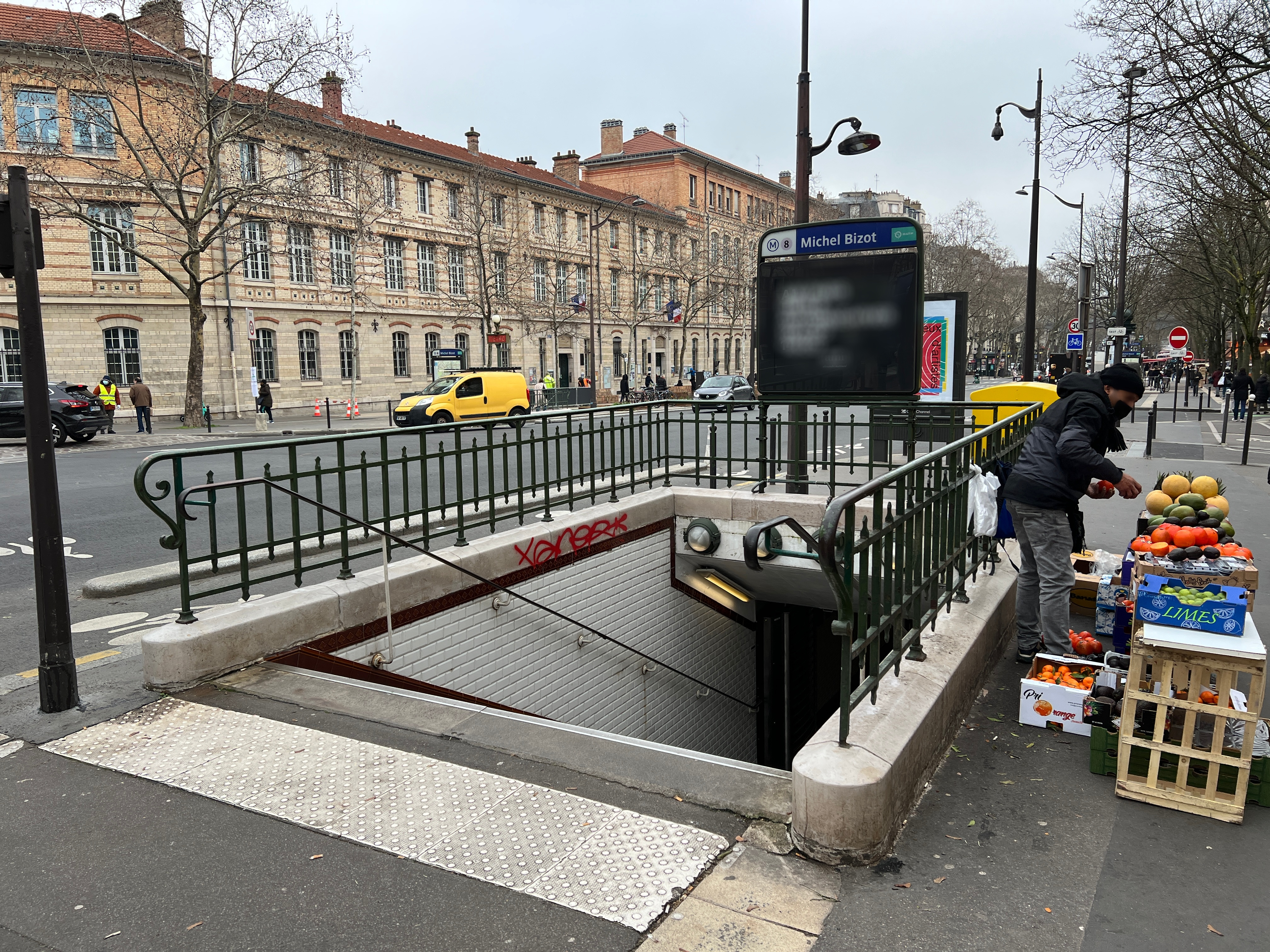
L'accès no 3, « Rue de Fécamp ».
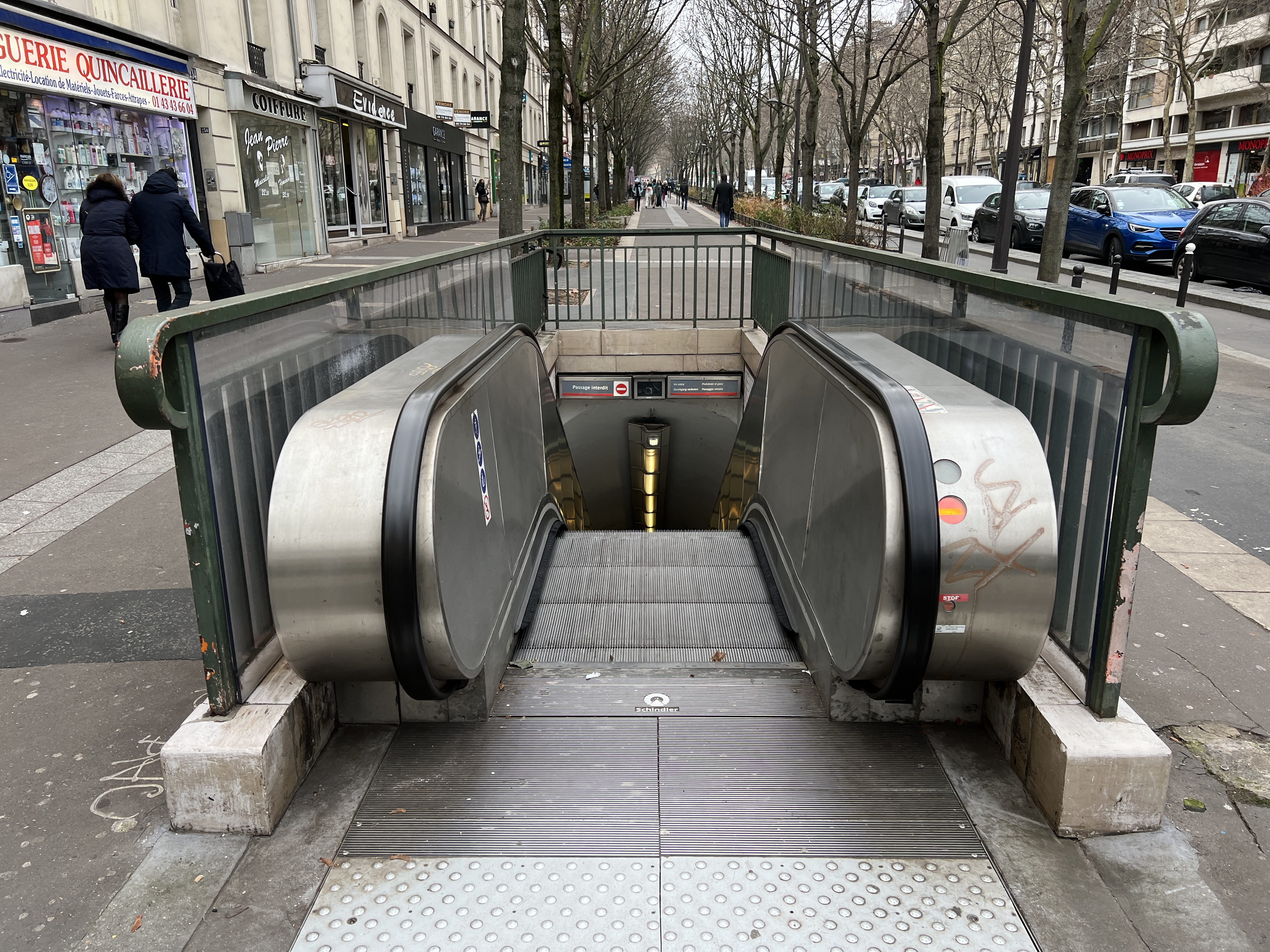
La sortie no 4, « Avenue Daumesnil ».

### Quais
Michel Bizot est une station de configuration standard pour le métro de Paris : elle possède deux quais, d'une longueur de 105 mètres, séparés par les voies du métro situées au centre et la voûte est elliptique. La décoration est du style utilisé pour la majorité des stations du métro : les bandeaux d'éclairage sont blancs et arrondis dans le style « Gaudin » du renouveau du métro des années 2000, et les carreaux en céramique blancs biseautés recouvrent les pieds-droits, la voûte ainsi que les tympans. Les cadres publicitaires sont en faïence de couleur miel à motifs végétaux et le nom de la station est également incorporé dans la céramique murale, selon le style décoratif d'entre-deux-guerres de la CMP d'origine. Les sièges sont de style « Motte » de couleur orange. Cette décoration est totalement identique à celle de la station voisine Porte Dorée, sur la même ligne de métro.

Quais de la station
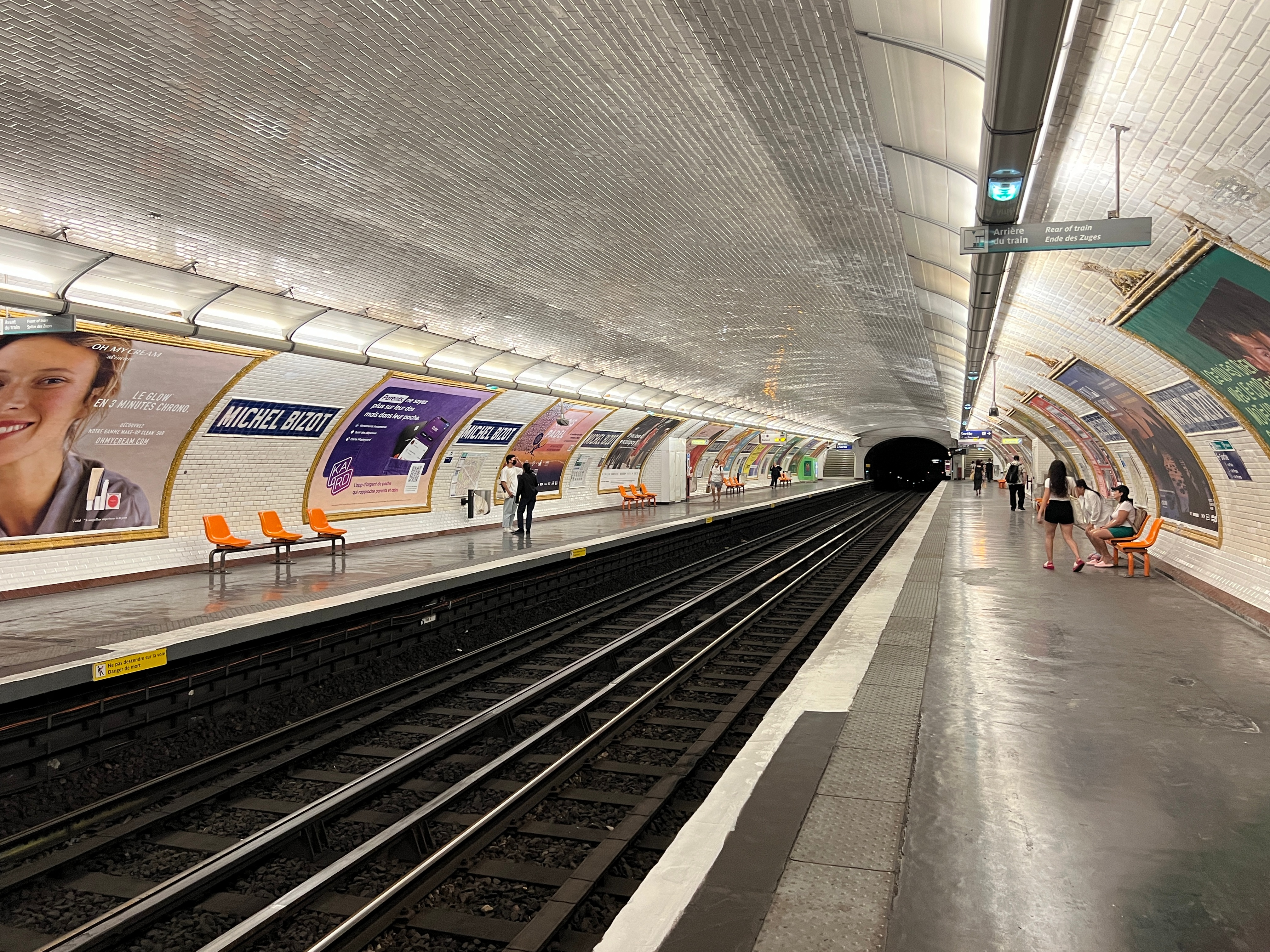
Vue d'ensemble des quais en direction de Pointe du Lac.
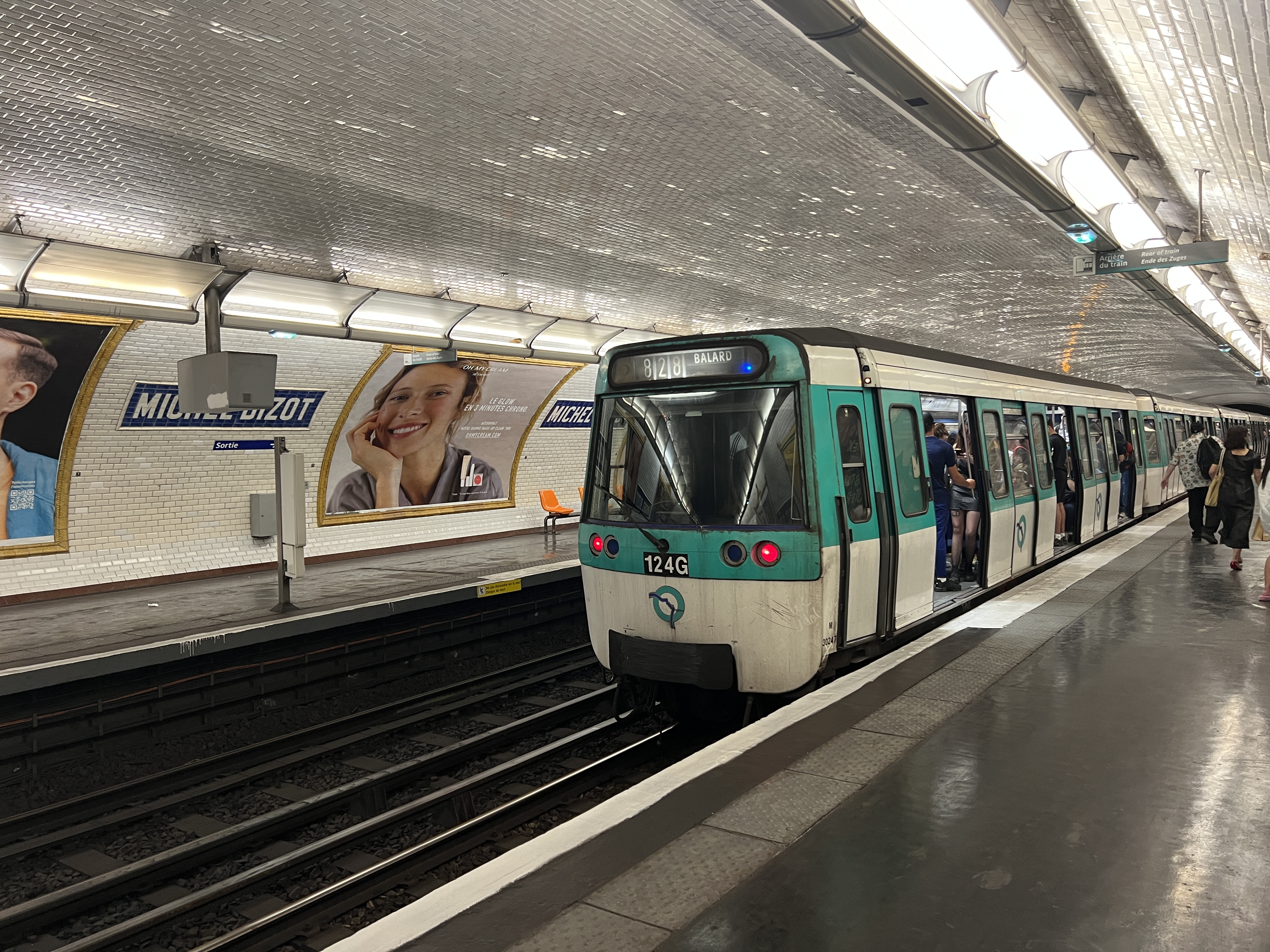
Arrêt d'une rame MF 77 en direction de Pointe du Lac.
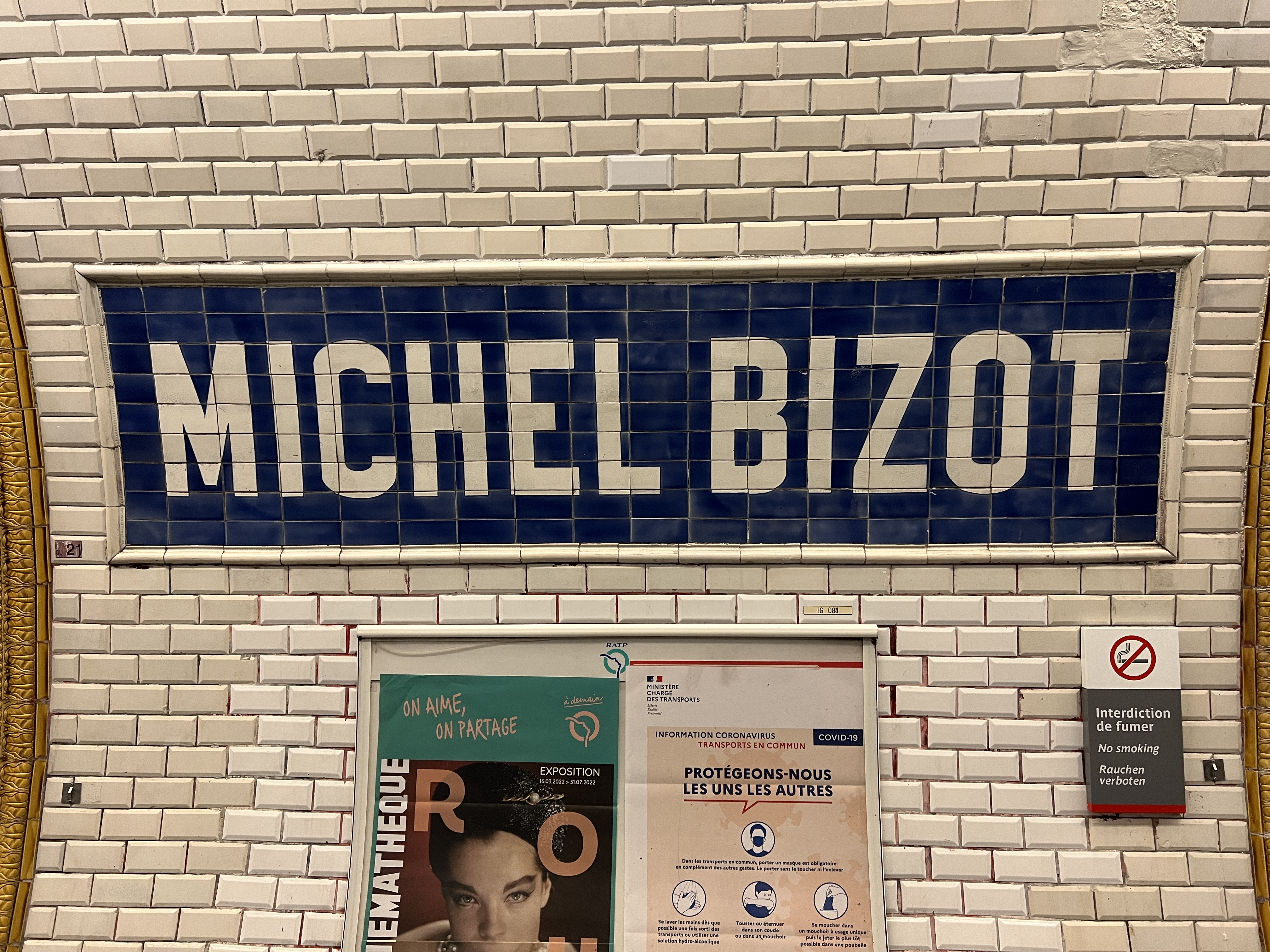
Faïence murale incorporant le nom de la station.

### Intermodalité
La station est desservie par la ligne 46 du réseau de bus RATP et, la nuit, par la ligne N33 du réseau Noctilien.

## À proximité
- Coulée verte René-Dumont
- Square Charles-Péguy
- Petite Ceinture du 12e
- Jardin Ilan-Halimi